# Васильевско
Васильевско — деревня в Плюсском районе Псковской области России. Входит в состав Лядской волости.
Расположена в 62 км к северо-западу от райцентра Плюсса, в 22 км к северо-западу от волостного центра Ляды и в 4 км к северо-западу от деревни Заянье на реке Яня.

## Население
Численность населения деревни на 2000 год составляла 6 человек, по переписи 2002 года — 6 человек.

## История
До 1 января 2006 года деревня входила в состав ныне упразднённой Заянской волости.